# Ladislav Kareš
Ladislav Kareš (* 19. November 1919 in Prag; † 15. Mai 2001) war ein tschechischer Fußballspieler.

## Spielerkarriere
Ladislav Kareš spielte ab 1939 für Bohemia AFK Vršovice, dem 1941 der Aufstieg in die 1. Liga gelang. In den folgenden drei Spielzeiten schoss der Stürmer 86 Tore für den Klub. 1945/46 spielte Kareš für den SK Pardubice, von 1946 bis 1948 für Viktoria Pilsen. Anschließend wechselte Ladislav Kareš zu Sokol Teplice und schoss beim 3:1 gegen Sokol Ocelárny Kladno am ersten Spieltag das erste Tor für Teplice in der 1. Liga. Während der Saison 1950 wechselte Kareš zu Dynamo Slavia Prag und beendete dort nach der Spielzeit 1951 seine Laufbahn.
Für die Tschechoslowakische Nationalmannschaft bestritt Ladislav Kareš zwei Länderspiele, am 4. September 1949 beim 1:3 gegen Bulgarien sowie am 21. Mai 1950 beim 1:1 in Bukarest gegen Rumänien.
Insgesamt schoss Ladislav Kareš 163 Erstligatore und belegt damit den zehnten Platz im Torjägerklub Klub ligových kanonýrů. 